# Marrontaal
Een marrontaal is een taal gesproken door een volk van marrons, gevluchte West-Afrikaanse slaven die in stamverband in de oerwouden van Suriname zijn gaan leven, en hun afstammelingen. De marrontalen worden gerekend tot de Creoolse talen.
Marrontalen zijn:
- Saramaccaans
- Aukaans
- Paramaccaans
- Aluku
- Matawai (hoewel deze taal ook gezien wordt als een variant van het Sranantongo)